# Kerege-Tasch
Kerege-Tasch (kirgisisch Кереге-Таш) ist ein Dorf im Rajon Ak-Suu des Oblus Yssyk-Köl (Kirgisistan).

## Geographie
Es ist Verwaltungssitz der Landgemeinde Kerege-Tasch. Kerege-Tasch liegt östlich von Ak-Suu (Teplokjutschenka) im Osten des Oblus Yssyk-Köl.